# La Sabotterie
La Sabotterie és un municipi francès situat al departament de les Ardenes i a la regió del Gran Est. L'any 2007 tenia 90 habitants.

## Demografia
El 2007 hi havia 90 habitants. Hi havia 32 famílies. Hi havia 46 habitatges, 38 eren l'habitatges principals, 4 segones residències i 4 desocupats.

## Economia
El 2007 la població en edat de treballar era de 67 persones, 39 eren actives i 28 eren inactives. De les 39 persones actives 35 estaven ocupades (22 homes i 13 dones) i 4 estaven aturades (4 homes). De les 28 persones inactives 9 estaven jubilades, 7 estaven estudiant i 12 estaven classificades com a «altres inactius».
Dels 4 establiments que hi havia el 2007, 1 era d'una empresa de fabricació d'altres productes industrials, 2 d'empreses de construcció i 1 d'una empresa classificada com a «altres activitats de serveis».
Dels 2 establiments de servei als particulars que hi havia el 2009, 1 era un paleta i 1 fusteria.
L'any 2000 a La Sabotterie hi havia 6 explotacions agrícoles que conreaven un total de 207 hectàrees.